# Hershey Bears
Hershey Bears är en ishockeyklubb i Hershey, Pennsylvania, USA som bildades 1938. Laget spelar i AHL och är Washington Capitals farmarlag.
Bears har vunnit AHL-slutspelet Calder Cup 11 gånger. Senast var säsongen 2009-10 där de vann finalserien emot Texas Stars med 4-2 i matcher.